# Lectura de labios

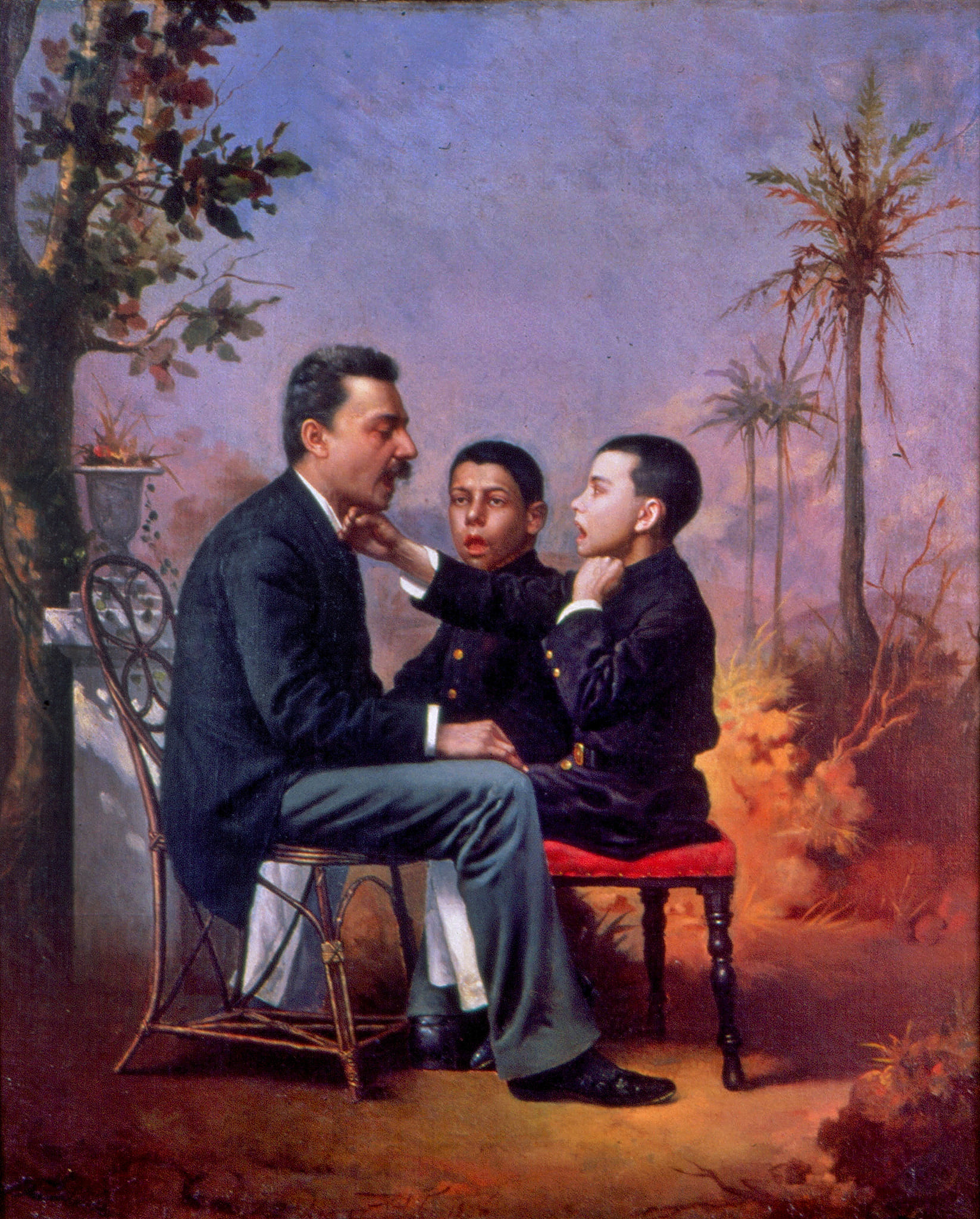
Oscar Pereira da Silva: Una lección para los sordomudos. 1886. Museu Nacional de Belas Artes. Río de Janeiro, Brasil

La lectura de labios, también conocida como lectura labial, es una técnica de comprensión del habla mediante la interpretación visual de los movimientos de los labios, la cara y la lengua cuando no se dispone de un sonido normal. También se basa en la información proporcionada por el contexto, el conocimiento del idioma y cualquier audición residual. Aunque la lectura de labios es utilizada más ampliamente por personas sordas y con problemas de audición, la mayoría de las personas con audición normal generalmente procesan la información visual de la boca que se mueve a un nivel subconsciente.

## Proceso
Aunque la percepción del habla se considera una habilidad auditiva, es intrínsecamente multimodal, ya que la producción del habla requiere que el hablante realice movimientos de los labios, los dientes y la lengua que a menudo son visibles en la comunicación cara a cara. La información de los labios y la cara apoya la comprensión auditiva y la mayoría de los oyentes fluidos de un idioma son sensibles a las acciones del habla que se ven (véase el efecto McGurk). La medida en que las personas hacen uso de las acciones del habla vista varía con la visibilidad de la acción del habla y el conocimiento y la habilidad del perceptor.